# Национальный симфонический оркестр Чили
Национальный симфонический оркестр Чили (исп. Orquesta Sinfónica Nacional de Chile) — симфонический оркестр, базирующийся в столице Чили Сантьяго.

## История
Утверждается, что оркестр, созданный на основании указа президента Чили Педро Агирре Серды, стал первым в Латинской Америке симфоническим оркестром, который учредило государство.
Коллектив дал свой первый концерт 7 января 1941 года под руководством своего первого главного дирижёра Армандо Карвахаля, прозвучали произведения Баха, Моцарта, Вагнера и чилийских композиторов Энрике Соро, Педро Умберто Альенде и Альфонсо Ленга. Дирижёр Карвахаль до этого с 1926 года руководил сперва муниципальным оркестром Сантьяго, а затем на протяжении 1930-х гг. оркестром Национальной ассоциации симфонических концертов, музыканты которого составили основу Симфонического оркестра Чили.
Наиболее значительной фигурой во главе оркестра на протяжении всей его истории был крупный чилийский дирижёр Виктор Тева; с 1941 по 1980 гг. под его управлением оркестр впервые в своей истории исполнил сто девяносто два произведения, в том числе восемьдесят восемь работ чилийских композиторов. Оркестром по случаю дирижировали Леонард Бернстайн, Эрих Клайбер, Игорь Маркевич, Серджиу Челибидаке, Аарон Копленд, Эйтор Вила-Лобос, Игорь Стравинский. Оркестр гастролировал в Перу (1986), Мексике (1991), Испании (1995), Германии (2004), Аргентине (2019). С 2016 года в название оркестра добавлено определение Национальный.

## Руководители
- Армандо Карвахаль (1941—1947)
- Виктор Тева (1947—1957)
- Хуан Маттеуччи (1957—1962)
- Виктор Тева (1962—1966)
- Давид Серендеро (1966—1972)
- Виктор Тева (1977—1985)
- Франсиско Реттиг (1986—1989)
- Гийермо Рифо (1990)
- Агустин Кульель (1991—1993)
- Ирвин Хоффман (1995—1997)
- Хуан Пабло Искьердо (2000)
- Давид дель Пино (2001—2006)
- Михал Нестерович (2008—2011)
- Леонид Грин (2013—2018)
- Родольфо Сальимбени (с 2019 г.)